# Ur-abba
Ur-abba (sum. ur-ab-ba) – słabo znany władca sumeryjskiego miasta-państwa Lagasz. Znany jest jedynie ze swej pierwszej „nazwy rocznej”: „Rok w którym Ur-abba (został) władcą” (mu ur-ab-ba énsi). 